# Square Louis-XIII
Square Louis-XIII je square v Paříži ve 4. obvodu uprostřed náměstí Place des Vosges. Náměstí nese jméno francouzského krále Ludvíka XIII., jehož jezdecká socha se nachází uprostřed. Jeho rozloha činí 12 706 m2.

## Historie
V roce 1682 byla uprostřed náměstí zřízena zahrada ohraničena mříží. V roce 1783 zde byly vysázeny lípy. Během Velké francouzské revoluce byla zahrada zničena včetně sochy Ludvíka XIII. z roku 1639.
V 19. století bylo square rekonstruováno a přidány čtyři fontány a roku 1825 nová jezdecká socha Ludvíka XIII. V roce 1976 bylo prostranství znovu vylepšeno, staré stromy byly nahrazeny novými.
Od roku 1954 je chráněno jako historická památka.

## Popis
Square Louis-XIII zabírá střed Place des Vosges a je ohraničené mříží. Po obvodu jsou vysázeny lípy zelené, uprostřed jsou trávníky se čtyřmi fontánami napájenými vodou z řeky Ourcq, které navrhl Jean-Pierre Cortot a jezdecká socha Ludvíka XIII., kterou obklopují kaštany.